# تاریخ: گذشته، حال و آینده، کتاب یکم
تاریخ: گذشته، حال و آینده، کتاب یکم (به انگلیسی: HIStory: Past, Present and Future, Book I) نام آلبومی دو دیسکی اثر مایکل جکسون است که در ۲۰ ژوئن ۱۹۹۵ پخش شد. این آلبوم نهمین آلبوم استودیویی مایکل جکسون به عنوان تک‌خوان (سولو) بود. دیسک اول این آلبوم با نام «تاریخ آغاز می‌شود» شامل آهنگ‌های برتر جکسون در سال‌های پیشین و دیسک دوم با نام «تاریخ ادامه دارد» شامل آهنگ‌های جدید اوست. این آلبوم با فروش ۲۰ میلیون کپی (۴۰ میلیون به ازای واحد)، پرفروش‌ترین آلبوم چند دیسکی و همچنین یکی از پرفروش‌ترین آلبوم‌های جهان است. همچنین این آلبوم، از بقیهٔ آلبوم‌های مایکل، سریع‌تر به فروش رفت. ۷ میلیون نسخه از آلبوم به طرز بی‌سابقه‌ای، تنها در هفتهٔ اول در سراسر جهان به فروش رفت. اکثر آهنگ‌های این آلبوم توسط خود جکسون نوشته شده‌است و بیشتر محتوای آن دربارهٔ بی‌عدالتی، تهمت، ظلم، طمع، مراقب از زمین و حیوانات است. این آلبوم نامزد ۵ جایزهٔ گرمی شد که در «بهترین موزیک ویدئوی سال» برای ترانهٔ «جیغ» برنده شد.
این آلبوم شخصی‌ترین آلبوم مایکل است. او در این آلبوم، تاریخ زندگی خود را بازگو می‌کند و از اتفاقات گذشته می‌گوید، از اتهامات کذب، دروغ‌ها، انسان‌های طماع، روزنامه‌های شایعه‌پرداز (تبلوید) و موقعیتی که در آن قرار داشت.
در این آلبوم افراد برجسته‌ای همچون جنت جکسون، شکیل اونیل، اسلش، استیو لوکادر، استیو پرکارو، نوتوریوس بی.آی.جی و گروه بویز تو من حضور داشتند.
این آلبوم به عنوان بحث‌برانگیزترین آلبوم مایکل جکسون شناخته می‌شود. ترانهٔ «اونا به ما اهمیتی نمی‌دن» از همین آلبوم به ترانه‌ای یهودستیزانه معروف شد اما جکسون این ادعا را رد کرد.
پس از انتشار این آلبوم جکسون تور جهانی تاریخ را در سال ۱۹۹۶ (۱۳۷۵ ه.خ) آغاز کرد.

## موضوع آلبوم
آلبوم، فضایی از وهم و سوء ظن را در خود دارد. این آلبوم، بر روی سختی‌ها و جنجال‌های علنی که جکسون قبل از تولید این آلبوم درگیرشان شد، تمرکز می‌کند. در آهنگ‌های نیو جک سوینگ ـ فانک ـ راک جیغ و «معتاد تبلوید» همراه با بالاد آر اند بی تو تنها نیستی، جکسون آثار تلافی جویانه‌ای، علیه بی‌عدالتی و انزوایی‌ای که احساس می‌کند می‌سازد و بیشتر خشمش را به سوی رسانه‌ها نشانه می‌گیرد. در «غریبه‌ای در مسکو»، جکسون غم خود را به خاطر «سقوط از شوکت» ابراز می‌کند. در حالی که آهنگ‌هایی مثل «ترانه زمین»، «کودکی» و «سوزی کوچولو» همه قطعات پاپ اپرایی هستند. در قطعهٔ «دی.اس.»، جکسون یک حملهٔ لفظی علیه تام اسندن آغاز کرد. او اسندن را به عنوان یک «ضداجتماع سفیدپرست که می‌خواهد او را به چنگ بیارد، چه زنده یا مرده» توصیف می‌کند. اسندن در مورد آهنگ گفت: «من به او افتخار ندادم که آهنگش را بشنوم، اما به من گفته شده‌است که آهنگ با صدای شلیک گلوله تمام می‌شود.»

## فهرست ترانه‌ها

### دیسک یک: تاریخ آغاز می‌شود
1. «بیلی جین» Billie Jean
2. «حسی که تو به من می‌دی» The Way You Make Me Feel
3. «سیاه یا سفید» Black Or White
4. «شکوه با تو» Rock With You
5. «او در زندگی‌ام نیست» She's Out Of My Life
6. «بد» Bad
7. «فقط نمی‌تونم دوست داشتنت رو مهار کنم» I Just Can't Stop Loving You
8. «مرد درون آینه» Man In The Mirror
9. «دلهره‌آور» Thriller
10. «بزن به چاک» Beat It
11. «دختره مال منه» The Girl Is Mine
12. «زمان رو به یاد بیار» Remember The Time
13. «تا به اندازه کافی گیرت نیومده بس نکن» Don't Stop 'Til You Get Enough
14. «می‌خوای چیزی رو شروع کنی» Wanna Be Startin' Somethin'
15. «دنیا را التیام بده» Heal The World

### دیسک دو: تاریخ ادامه دارد
1. «جیغ» Scream
2. «اونا به ما اهمیتی نمی‌دن» They Don't Care About Us
3. «غریبه در مسکو» Stranger In Moscow
4. «این دوره زمونه» This Time Around
5. «ترانهٔ زمین» Earth Song
6. «دی.اس.» D.S.
7. «پول» Money
8. «دور هم جمع شید» Come Together
9. «تو تنها نیستی» You Are Not Alone
10. «کودکی» Childhood
11. «معتاد تبلوید» Tabloid Junkie
12. «خیلی بد» Bad 2
13. «تاریخ» HIStory
14. «سوزی کوچولو» Little Susie
15. «لبخند» Smile_Charlie Chaplin Cover